# Vốn học tập
Trong xã hội học, vốn học thuật là khối lượng giáo dục và kinh nghiệm học tập khác của một cá nhân có thể được sử dụng để đạt được một vị trí trong xã hội. Giống như các hình thức khác của vốn (xã hội, kinh tế, văn hóa), vốn học thuật không phụ thuộc vào một yếu tố duy nhất, thời gian đo được của việc đến trường - mà thay vào đó được tạo thành từ nhiều yếu tố khác nhau, bao gồm cả truyền thống học tập của cá nhân từ gia đình của người đó, tình trạng của các tổ chức học tập đã tham dự, và các ấn phẩm của cá nhân.